# Cyclosa olorina
Cyclosa olorina là một loài nhện trong họ Araneidae.
Loài này thuộc chi Cyclosa. Cyclosa olorina được Eugène Simon miêu tả năm 1900.